# Detroit Metropolitan Wayne County Airport

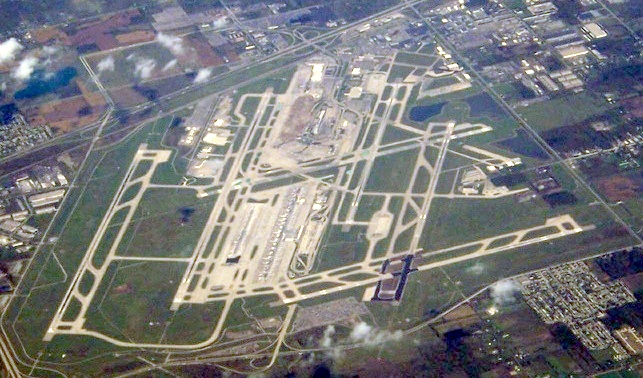
Pohled na letiště v Detroitu ze vzduchu

Detroit Metropolitan Wayne County Airport (IATA: DTW, ICAO: KDTW, FAA LID: DTW), obvykle nazývané Detroit Metro Airport, Metro Airport nebo jen DTW, je mezinárodní letiště v USA ležící na ploše 1 960 ha v Romulusu na předměstí Detroitu ve státě Michigan. Jde o nejvytíženější letiště v Michiganu a patří mezi největší uzly v zemi. Vedle šesti drah a dvou terminálů disponuje zařízením a zázemím schopné provádět údržbu a opravy velkých letounů jako Boeing 747-400. V roce 2006 jím prošlo 36 356 446 cestujících, což z něj činilo 19. největší letiště na světě podle počtu cestujících. O dva roky později kleslo na 24 místo s 35 144 841 cestujícími. Jde o jeden z hlavních hubů společnosti Delta Air Lines (dříve Northwest Airlines). 
Letiště bylo pro veřejnost otevřeno v září 1929, ale první let se uskutečnil až 22. února 1930.
Během druhé světové války využívala letiště americká armáda, ale kapacita letiště se ocitla na hranici. Proto byly postaveny nové hangáry a přistávací dráhy.